# Commissario europeo per l'agricoltura e lo sviluppo rurale
Il commissario europeo per l'agricoltura e lo sviluppo rurale è un membro della Commissione europea. L'incarico è attualmente affidato al lussemburghese Christophe Hansen.

## Competenze
Questo incarico ha la responsabilità delle questioni agricole, compresa la Politica agricola comune (PAC), che rappresenta il 44% del bilancio dell'Unione europea.
Al Commissario per l'agricoltura e lo sviluppo rurale fa capo la Direzione generale per l'agricoltura e sviluppo rurale, attualmente diretta dal polacco Jerzy Bogdan Plewa.

## Il commissario attuale
L'incarico è attualmente affidato a Christophe Hansen.

## Elenco
|    | Commissario              | Paese       | Commissione                                                                               | Periodo        | Incarico                             |
| -- | ------------------------ | ----------- | ----------------------------------------------------------------------------------------- | -------------- | ------------------------------------ |
| 1  | Sicco Mansholt           | Paesi Bassi | Commissione Hallstein I, Commissione Hallstein II, Commissione Rey e Commissione Malfatti | 1958–1972      | Agricoltura                          |
| 2  | Carlo Scarascia-Mugnozza | Italia      | Commissione Mansholt                                                                      | 1972–1973      | Agricoltura                          |
| 3  | Pierre Lardinois         | Paesi Bassi | Commissione Ortoli                                                                        | 1973–1977      | Agricoltura                          |
| 4  | Finn Olav Gundelach      | Danimarca   | Commissione Jenkins                                                                       | 1977–1981      | Agricoltura e pesca                  |
| 4  | Finn Olav Gundelach      | Danimarca   | Commissione Thorn                                                                         | 1981           | Agricoltura                          |
| 5  | Poul Dalsager            | Danimarca   | Commissione Thorn                                                                         | 1981–1985      | Agricoltura                          |
| 6  | Frans Andriessen         | Paesi Bassi | Commissione Delors I                                                                      | 1985–1989      | Agricoltura e pesca                  |
| 7  | Ray MacSharry            | Irlanda     | Commissione Delors II                                                                     | 1989–1993      | Agricoltura e sviluppo rurale        |
| 8  | René Steichen            | Lussemburgo | Commissione Delors III                                                                    | 1993–1995      | Agricoltura e sviluppo rurale        |
| 9  | Franz Fischler           | Austria     | Commissione Santer, Commissione Marín                                                     | 1995–1999      | Agricoltura e sviluppo rurale        |
| 9  | Franz Fischler           | Austria     | Commissione Prodi                                                                         | 1999–2004      | Agricoltura, sviluppo rurale e pesca |
|    | Sandra Kalniete          | Lettonia    | Commissione Prodi                                                                         | 2004           | Agricoltura, sviluppo rurale e pesca |
| 10 | Mariann Fischer Boel     | Danimarca   | Commissione Barroso I                                                                     | 2004–2010      | Agricoltura e sviluppo rurale        |
| 11 | Dacian Cioloș            | Romania     | Commissione Barroso II                                                                    | 2010–2014      | Agricoltura e sviluppo rurale        |
| 12 | Phil Hogan               | Irlanda     | Commissione Juncker                                                                       | 2014–2019      | Agricoltura e sviluppo rurale        |
| 13 | Janusz Wojciechowski     | Polonia     | Commissione von der Leyen I                                                               | 2019–2024      | Agricoltura                          |
| 14 | Christophe Hansen        | Lussemburgo | Commissione von der Leyen II                                                              | 2024–in carica | Agricoltura e alimentazione          |